# NGC 4191
NGC 4191 ist eine linsenförmige Galaxie mit aktivem Galaxienkern vom Hubble-Typ S0 im Sternbild Jungfrau auf der Ekliptik. Sie ist schätzungsweise 115 Millionen Lichtjahre von der Milchstraße entfernt und hat einen Durchmesser von etwa 40.000 Lichtjahren. Unter der Katalogbezeichnung VCC 94 gilt sie als Mitglied des Virgo-Galaxienhaufens, ist dafür allerdings zu weit entfernt.
Im selben Himmelsareal befinden sich u. a. die Galaxien NGC 4180, NGC 4224, NGC 4233, NGC 4235.
Das Objekt wurde am 19. April 1830 von John Herschel entdeckt.